# 方兴邦
方興邦（？—？），福建興化府莆田縣人，明朝政治人物。

## 生平
嘉靖十九年（1540年）庚子科福建鄉試舉人，二十六年（1547年）丁未科會試中副榜。二十八年（1549年）授上海縣知縣，升兵部武庫司郎中，出為廣西布政使司參議。